# Trierer Straße 75 (Weimar)

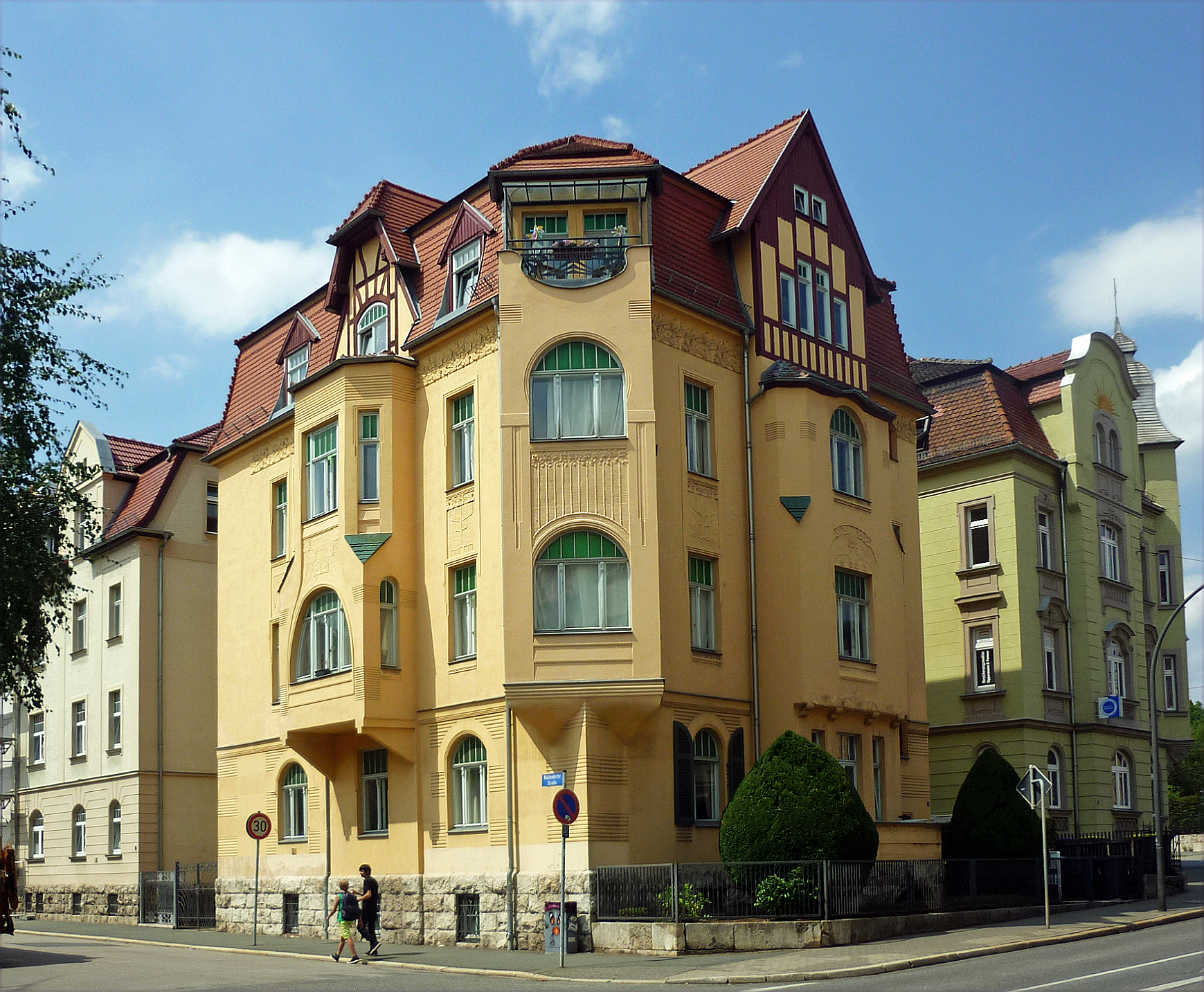
Trierer Straße 75

Das Mietshaus Trierer Straße 75 in Weimar ist ein Gebäude des Jugendstils. Es steht an der Einmündung der Wallendorfer Straße in die Trierer Straße.
Das dreigeschossige Gebäude mit Mansarddach wurde nach dem Entwurf von Max Stark 1903/04 errichtet. Es ist vollständig unterkellert. Auftraggeber war der Versicherungsbeamte Hermann Wittmann. Das Gebäude ist von der Fluchtlinie zur Trierer Straße um die Breite des Vorgartens zurückgesetzt. Der Bau liegt in einer städtebaulich exponierten Lage, worauf er mit seiner plastischen Gestaltung durch Risaliten und Erker und durch eine reich differenzierte Dachgestaltung abgestimmt ist. Das Erdgeschoss ist oberhalb des Natursteinsockels mit einem Kaminzugmuster versehen. Das Gebäude weist die typische Jugendstilverzierung auf. Es besitzt einen Fachwerkgiebel.
Das Gebäude steht auf der Liste der Kulturdenkmale in Weimar (Einzeldenkmale).

## Einzeldenkmale
1. ↑  Rainer Müller: Kulturdenkmale in Thüringen: Stadt Weimar, Bd. 4.2.: Stadterweiterung und Ortsteile, E. Reinhold Verlag, Erfurt 2009, S. 841 f.

Koordinaten: 50° 58′ 50,1″ N, 11° 18′ 58,2″ O